# 上乌瑟尔
陶努斯山区上乌瑟尔（德語：Oberursel (Taunus)），通称上乌瑟尔（德語：Oberursel，發音：[oːbɐˈʔʊʁzl̩] ⓘ），是德国黑森州上陶努斯县的城市，与法兰克福下乌瑟尔区相邻，面积45.34平方千米，2023年12月31日人口为47,241人。它是陶努斯县继县治巴特洪堡之后的第二大城市，也是黑森州的第十三大城市。

## 产业
上乌瑟尔和陶努斯山附近的城市以其热门和舒适的住宅区而闻名。2020年，奥伯乌瑟尔市的购买力指数为 137.1，远高于德国平均水平。
上乌瑟尔是以下公司总部的所在地：
- 德国托马斯·库克集团股份有限公司
- Alte Leipziger – Hallesche 保险公司
- 罗尔斯·罗伊斯德国有限公司

## 友好城市
上乌瑟尔与以下城市结为友好城市：
- 法國 塞纳河畔埃皮奈（1964年）
- 荷蘭 科亨兰（1971年）
- 英格兰 拉什莫尔（英语：Rushmoor）（1989年）
- 俄羅斯 羅蒙諾索夫（2004年）